# Forteresse de Glamoč
La forteresse de Glamoč se trouve en Bosnie-Herzégovine, sur le territoire de la ville de Glamoč et dans la municipalité de Glamoč. Elle remonte au Moyen Âge et à la période ottomane et est inscrite sur la liste des monuments nationaux de Bosnie-Herzégovine,.

## Description

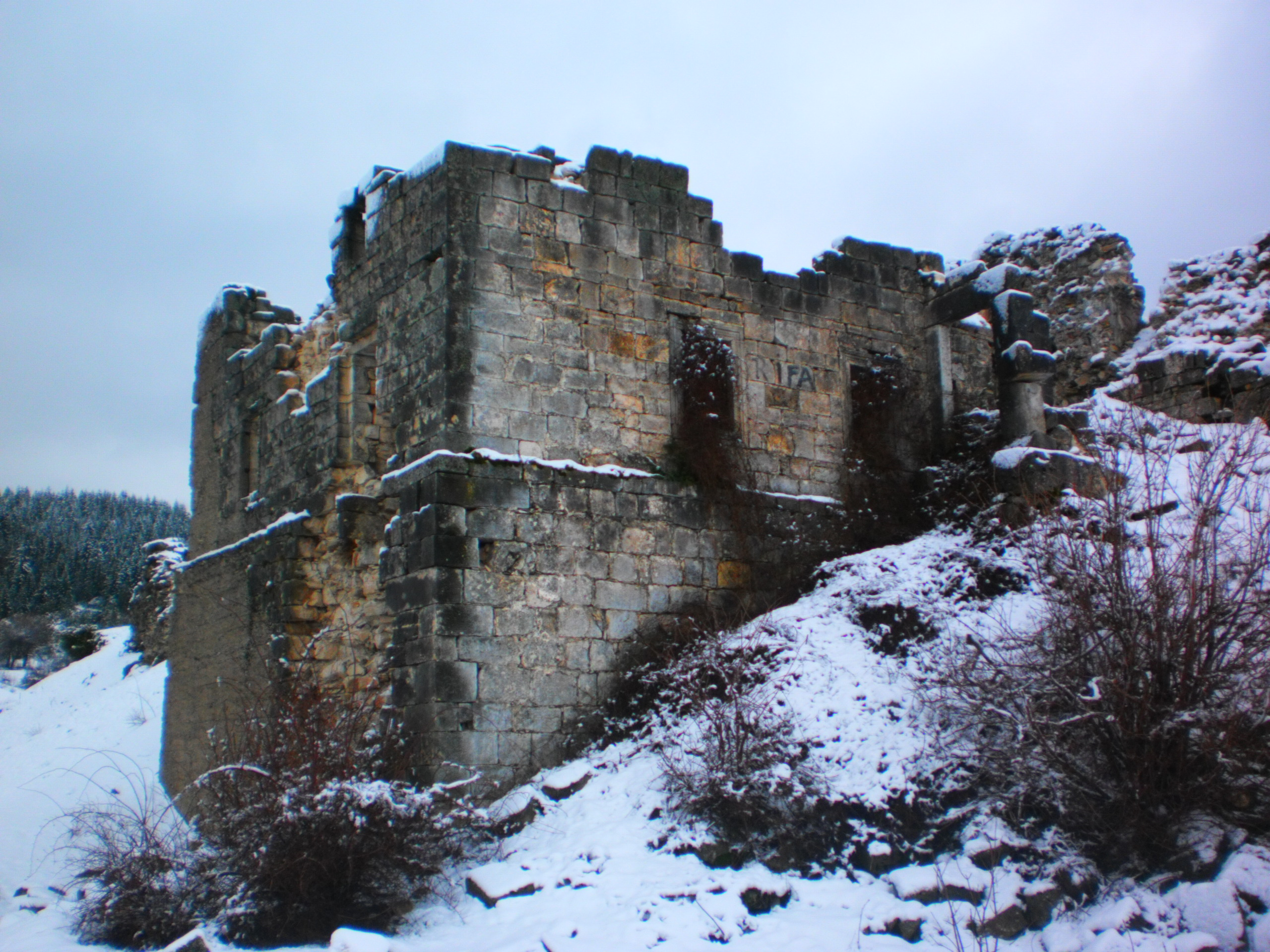
Autre vue de la forteresse